# Mariés pour rire
Pour plus de détails, voir Fiche technique et Distribution.
Mariés pour rire (titre original : Roter Mohn, littéralement Coquelicot) est un film autrichien réalisé par Franz Antel sorti en 1956.

## Synopsis
Le Wiener Theater, dirigé par les frères Ritter, est proche de la faillite. Le propriétaire, le baron Stefan von Reiffenberg, leur réclame les loyers impayés. Ottokar Scheidl, le propriétaire de l'Eldorado, est intéressé pour racheter le théâtre. Les gens de théâtre craignent les décisions de von Reiffenberg, compte tenu de la situation financière précaire. Ottokar veut inviter Stefan au restaurant mais l'actrice Gina voudrait empêcher le rendez-vous. Elle prétend connaître Stefan et pouvoir servir de médiateur. Ottokar la croit. Stefan les voit partir du restaurant et les suit.
La deuxième partie du plan tourne autour de la jeune actrice Marina. Lorsque Stefan, qui a mangé dans la soirée avec son amie de longue date Barbara, quitte le restaurant, Marina s'engouffre en robe de mariée dans sa voiture. Elle prétend avoir fui son fiancé qui la maltraite. Deux amis de Stefan les croisent. Ils croient que Stefan s'est marié en secret et demandant à son majordome Anton de préparer un grand dîner. La personne la plus heureuse de ce mariage est Theresa, la tante de Stefan, qui a toujours eu peur qu'il finisse vieux garçon.
Marina arrive dans un restaurant avec Stefan, elle veut lui présenter ses faux parents. Ils sont surpris par la fête donnée en leur honneur. Lorsqu'il voit sa tante Theresa, Stefan n'ose pas lui expliquer le malentendu. Dans la chambre de noces, Stefan s'endort dans un fauteuil tandis que Marina se met dans le lit double. Le lendemain matin, Stefan est déjà parti, laissant seule Marina qui joue la maîtresse de maison. Stefan s'imagine faire sa vie avec Marina. Mais Barbara lui révèle la supercherie. Elle a toujours voulu se marier avec Stefan et est surprise qu'il veuille du mariage. Alors qu'elle porte une robe de mariage, elle voit un costumier avec qui elle échange sa robe pour celle de la prochaine pièce La Mariée échangée. Elle demande des explications à Marina. Parce qu'elle estime que Marina est seulement intéressée par l'argent de Stefan, elle lui affirme que Stefan est endetté et cherche à épouser une femme riche. Comme elle menace de tout avouer à Stefan, Marina s'enfuit. Par des amis de théâtre de Marina, Stefan découvre tout et est choqué : il est tombé amoureux d'une comédienne qui l'a trahi. Il part avec Barbara pour la Riviera.
Marina va voir Ottokar et lui conseille d'acheter le théâtre et lui répète les affirmations de Barbara. Ottokar se rend chez lui pour conclure la vente. Anton lui explique que le théâtre n'est pas à vendre et que Stefan n'a pas de problèmes d'argent. Ottokar se rend compte que Marina n'est pas vénale. Stefan se sent mal à l'aise d'aller à la Riviera, il n'aspire plus à une vie futile. Il reçoit un télégramme d'Anton qui lui raconte tout, sur l'instant il fait demi-tour et abandonne Barbara, parce qu'il aime Marina. En compagnie d'Anton, il assiste à la représentation de La Mariée échangée. Au moment des applaudissements, Marina le voit et sort du théâtre en robe de mariée. Il part dans sa voiture et l'invite à monter. Il met une bague de fiançailles au doigt de Marina puis ils s'en vont.

## Fiche technique
- Titre : Mariés pour rire
- Titre original : Roter Mohn
- Réalisation : Franz Antel assisté d'Arnfried Heyne
- Scénario : Kurt Nachmann, Werner P. Zibaso
- Musique : Johannes Fehring
- Direction artistique : Sepp Rothauer, Franz Szivatz
- Costumes : Edith Almoslino, Gerdago
- Photographie : Hans Heinz Theyer, Hanns Matula
- Son : Herbert Janeczka
- Montage : Arnfried Heyne
- Production : Herbert Gruber
- Sociétés de production : Sascha Film
Lux Film
- Société de distribution : Gloria Filmverleih AG
- Pays de production :  Autriche
- Langue : allemand
- Format : Couleurs - 1,33:1 - Mono - 35 mm
- Genre : Film romantique
- Durée : 101 minutes
- Dates de sortie :
  - Autriche : 21 décembre 1956.
  - Allemagne : 21 décembre 1956.
  - France : 31 juillet 1957[1].

## Distribution
- Rudolf Prack : Stefan von Reiffenberg
- Gundula Korte : Marina
- Carola Höhn : Barbara
- Oskar Sima : Ottokar Scheidl
- Hans Moser : Anton, le majordome
- Ida Wüst : Tante Theresa
- Mady Rahl : Gina
- Laya Raki : Ilonka
- Rolf Olsen : Theo Ritter
- Kurt Nachmann : Leo Ritter
- Heinz Conrads : Joachim
- C. W. Fernbach : Ferry
- Ilse Peternell : Kukula
- Raoul Retzer : Le pompiste
- Thomas Hörbiger : Un ami de Stefan